# يطروفة ثلاثية الأقسام
يطروفة ثلاثية الأقسام (الاسم العلمي:Jatropha trifida) هي نوع من النباتات تتبع جنس اليطروفة من الفصيلة الفربيونية.